# 부국강병
부국강병(富國强兵)은 나라를 부유하게 하여, 군사력 증강을 촉구하는 정책을 말한다.

## 중국
중국은 춘추전국시대에 제후의 나라가 실시한 정책을 ‘부국강병’이라고 말하며, 《전국책》(戰國策)의 진책(秦策)에 용례가 보인다. 이 시대에는 각 나라들이 《제자백가》라는 사상가들로부터 인재를 등용하고 기마 전술이나 전차 등의 신무기를 도입하면서 군사 개혁을 단행했다. 또한 《오서》(呉書) ‘육손전’에도 같은 내용이 보인다.

## 참고자료
- 田村貞雄「부국강병」（『일본사대사전 5』（平凡社, 1993년) ISBN 978-4-582-13105-5）
- 永井秀夫「부국강병」（『일본역사대사전 3』（小学館, 2001년) ISBN 978-4-09-523003-0）
- 鈴木淳「부국강병」（『歴史学事典 13 所有と生産』（弘文堂, 2006년) ISBN 978-4-335-21042-6）